# Rhopalicus tutela
Rhopalicus tutela är en stekelart som först beskrevs av Walker 1836.  Rhopalicus tutela ingår i släktet Rhopalicus och familjen puppglanssteklar. Arten är reproducerande i Sverige. Inga underarter finns listade i Catalogue of Life.